# Rudolf Alfred Jaumann

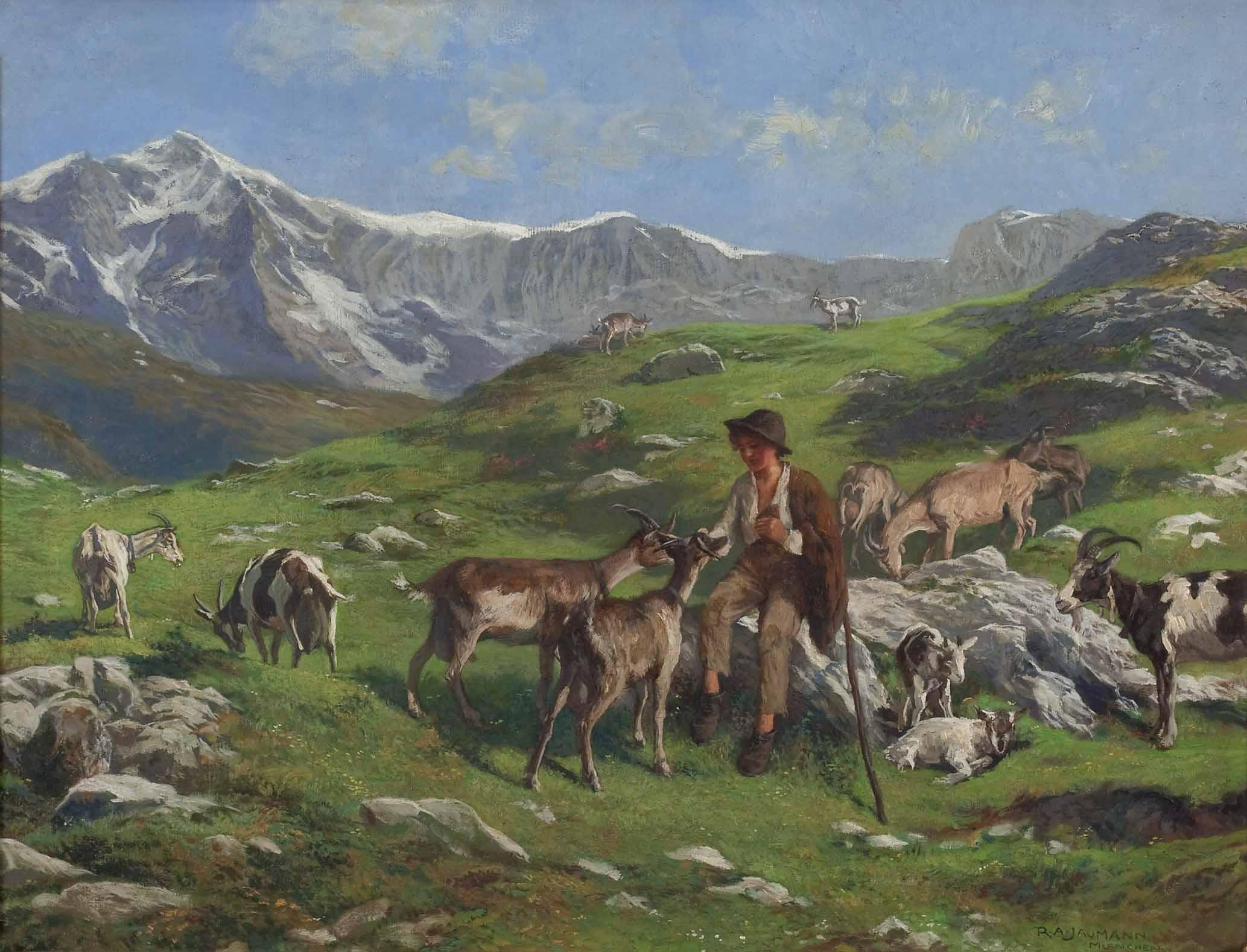
Ziegenhirten auf der Alm

Rudolf Alfred Jaumann (* 1. Mai 1859 in Pilsen; † 11. Juni 1923 in Salzburg) war ein österreichischer Maler tschechischer Abstammung.
Jaumann studierte von 1875 bis 1878 an der Prager Kunstakademie, vom 12. Oktober 1878 bis 1883 in der Naturklasse  der Königlichen Akademie der Künste in München bei Ludwig von Löfftz sowie 1881/82 bei Hans Makart in Wien. Danach war er an verschiedenen Zeichenschulen beschäftigt. 1886 besuchte er die Niederlande. Zwischen 1892 und 1908 sowie ab 1919 wohnte er in Salzburg-Maxplan.
Jaumann malte zunächst Porträts, Genre- und Jagdbilder sowie allegorische Kompositionen. Später schuf er hauptsächlich Alpenlandschaften. Neben der Malerei war er auch als Buchillustrator tätig und modellierte Tierbronzen.
Rudolf Alfred Jaumann wurde mit der Ehrenmedaille der Münchner Akademie ausgezeichnet.

## Werke
- Georg Bötticher (1849–1918): Das chinesische Buch. Franz Karrer Verlag, Leipzig 1889, illustriert von Rudolf Alfred Jaumann